# Gorillaz (album)
Gorillaz je debitantski album istoimenog virtualnog sastava Gorillaz. 
Objavljen je u ožujku 2001., te su se na njemu našli singlovi "Clint Eastwood", "19-2000", "Rock the House" i "Tomorrow Comes Today". Album se nalazio na trećem mjestu na Britanskim top listama, te na četrnaestom u SAD-u. Prodan je diljem svijeta u više od sedam milijuna primjeraka.

## Popis pjesama
1. Re-Hash – 3:38
  - suradnja s Mihom Hatori
2. 5/4 – 2:41
3. Tomorrow Comes Today – 3:13
4. New Genious (Brother) – 3:57
5. Clint Eastwood – 5:41
  - suradnja s Del tha Funkee Homosapienom
6. Man Research (Clapper) – 4:29
7. Punk – 1:36
8. Sound Check (Gravity) – 4:40
9. Double Bass – 4:44
10. Rock the House – 4:09
  - suradnja s Del tha Funkee Homosapienom
11. 19-2000 – 3:27
  - suradnja s Mihom Hatori i Tinom Weymouth
12. Latin Simone (¿Qué Pasa Contigo?) – 3:36
  - suradnja s Ibrahimom Ferrerom
13. Starshine – 3:31
14. Slow Country – 3:35
15. M1 A1  – 3:55

### Bonus pjesme
- Clint Eastwood (remix Ed Casea) – 4:29
- 19-2000 (remix Soulchilda) – 3:30
- Dracula – 3:42
- Left Hand Suzuki Method – 3:09